# 碘化铕 (消歧义)
碘化铕（英语：Europium iodide）可能指：
- 二碘化铕，别名碘化亚铕
- 三碘化铕，简称做碘化铕

|  | 这个同类索引页列出了具有相同或相似标题的化学条目。 除非您是有意链接至本页，否则应将相应条目的内部链接指向正确的条目。 |